# Ignazio Abate
Pour les articles homonymes, voir Abate.
Ignazio Abate né le 12 novembre 1986 à Sant'Agata de' Goti, est un footballeur international italien évoluant au poste de latéral droit devenu entraîneur.

## Carrière

### Club

#### Ses débuts
Fils de l'ancien gardien de but italien, Beniamino Abate, Ignazio commence à jouer au football en amateur avec le club de Rescaldina en section giovanili, avant de rejoindre en 1999 le système de formation de l'écurie milanaise avec qui il gagne le Campionato Allievi Nazionali lors de la saison 2002-2003.
Il entame sa carrière professionnelle lors de la saison 2003-2004 sous les couleurs de son club formateur, l'AC Milan, alternant les matchs de Primavera et quelques apparitions en Coupe d'Italie contre la Sampdoria de Gênes (1-0), le 3 décembre 2003 et également en Ligue des champions, lors de la réception du Celta Vigo (1-2) à San Siro, lors de la dernière journée des phases de poule.

#### Divers prêts (2004-2007)
Entament la saison suivante par un premier prêt et une première saison pleine au SSC Napoli, alors en Série C1, échouant notamment en finale des play-offs face à l'US Avellino à l'accession au deuxième niveau de la hiérarchie italienne, en Série B. Il récolte 32 apparitions pour 2 buts à la clôture de l'exercice.
Continuant son apprentissage du haut niveau, il fut alors convenu qu'il serait prêté lors de sa saison 2005-2006 à un club de Série A et plus exactement du côté de la Sampdoria de Gênes, ce même club qui deux saisons plus tôt assistait à ses débuts en professionnel mais avant même le début effectif de la saison et faute de n'avoir pu jouer quelques matchs, il fut rappelé pour être immédiatement reprêté dans la foulée au club de la division inférieure, de Piacenza FC.
Cette saison s'avéra finalement difficile, ne participant seulement qu'à 13 matchs de sa première expérience en Série B. Persistant sur cette lignée de différents prêts, c'est donc en toute logique qu'il participa à engendrer une seconde expérience au sein de cette même division, saison qui fut des plus fructueuses pour ce jeune espoir, s'accréditant de 38 apparitions sous le maillot des Canarini du Modena FC.

#### Débuts en Série A
Malgré son précédent avorté avec les Blucerchiati de la Sampdoria, ses débuts au sein de l'élite italienne se firent finalement avec le club de l'Empoli FC et un accord de copropriété entre ces derniers et le Milan. Ce fut donc au cours de la saison 2007-2008, que Ignazio Abate prit part à sa première expérience en Série A et également à 24 matchs de championnat. Saison qui le vit et qui fut pour lui, l'occasion d'ouvrir son compteur but avec une réalisation lors du match contre le Genoa CFC (0-1), l'autre club de la ville de Gênes, sur leur pelouse du Stade Luigi-Ferraris.
Malgré une première saison solide, la relégation du club florentin eu raison de son départ. C'est donc dans ce sens qu'il fut, toujours en copropriété, cédé au Granata, du Torino FC, qui en dépit d'une blessure qui lui amputa une partie de son temps de jeu, acheva une saison des plus complètes avec notamment une réalisation supplémentaire à mettre à son actif au cours de cet exercice.

#### Retour à l'AC Milan
C'est donc le 24 juin 2009 et après plus de cinq années de divers prêts et copropriétés à travers l'Italie, qu'il rentre dans son club formateur, selon la volonté de l'entraineur de l'époque, Leonardo, l'estimant capable d'avoir une place prépondérante au sein de l'équipe. Et son intuition fut la bonne, allié de plus, aux méformes et blessures des autres joueurs, le natif de Sant'Agata de' Goti, qui depuis le début de saison n'avait qu'un rôle de simple doublure au milieu de terrain fut replacé plus bas, en tant que latéral droit à vocation offensive, ayant comme objectif de continuellement percuter les défenses adverses et d'alimenter au mieux ses coéquipiers en centre. Ce nouveau déploiement au sein du dispositif milanais va être une réussite totale tant pour le club que pour le joueur, reléguant durant l'année, les expérimentés Massimo Oddo et Gianluca Zambrotta en tant que second choix dans la hiérarchie, il en demeura la révélation au sein du club lombard. La saison suivante n'est autre que la saison de la confirmation, malgré un changement d'entraîneur à l'intersaison, il demeura souverain à son poste et un des hommes fort de la conquête du 18e Scudetto de l'histoire du club milanais.
En raison de sa régularité, le 11 février 2010, en guise de reconnaissance de son travail effectué, a été proposé et signé un contrat de prolongation accourant jusqu'en 2014.
Le 3 juillet 2011 peu après sa victoire en scudetto, il prolonge son contrat avec le Milan d'une année supplémentaire, jusqu'au 30 juillet 2015. Dans la foulée de cette nouvelle prolongation, le 6 août 2011, il remporte la Supercoupe d'Italie 2011 avec son club, en prenant le dessus de l'Inter Milan (2-1) au Stade national de Pékin, en Chine.
Le 25 septembre 2013, est la date de sa première réalisation sous les couleurs du club qui l'a formé. Égalisant dans les dernières minutes du match contre le Bologna FC (3-3) à l'extérieur, au Stadio Renato-Dall'Ara.
Le 19 mai 2019, après dix saisons et plus de 300 parties disputées sous les couleurs du club lombard, il joue son dernier match avec Milan à San Siro.

### Équipe nationale

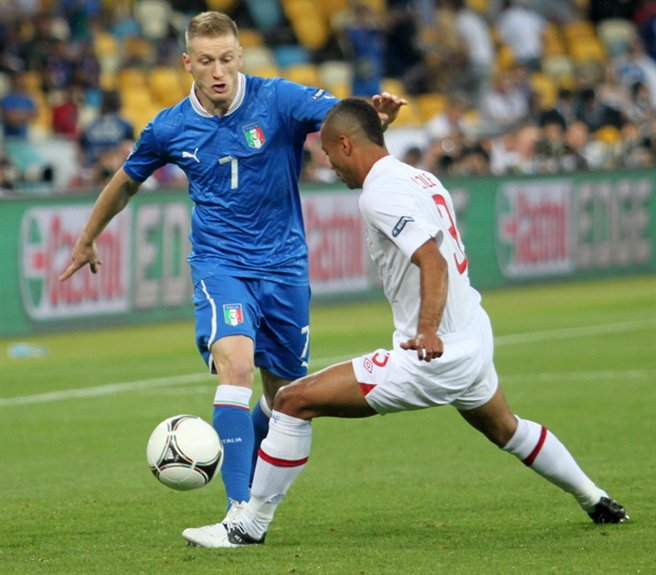
Ignazio Abate en action face à Ashley Cole lors du quart de finale de l'Euro 2012 face à l'Angleterre.

Après avoir effectué et joué aux différents niveaux des équipes nationales italiennes, Ignazio Abate fait ses débuts avec l'équipe espoir d'Italie en remplacement de Marino Defendi, lors d'un match amical face au Luxembourg (2-0), le 12 décembre 2006 au Stade communale de Vibo Valentia en Calabre. Il fait également partie de la sélection Olympique d'Italie entrainée par Pierluigi Casiraghi, avec lequel il remporte l'édition 2008 du Tournoi de Toulon, jouant la totalité du tournoi avec les Azzurrini, réalisant au passage le premier but des siens contre les États-Unis (2-0). Il prend également part aux Jeux olympiques de 2008 à Pékin et une première victoire face au Honduras (0-3).
À Tel Aviv, le 15 octobre 2008, il célèbre sa première réalisation officielle avec l'Italie Espoirs à l'encontre de Israël (3-1), scellant le succès du groupe, rencontre comptant pour les qualifications du Championnat d'Europe espoirs 2009, auquel il participera par la suite en Suède, il initiera son entrée dans la compétition, lors du match contre les Biélorusses (1-2). L'élimination en demi-finale face aux espoirs allemands (1-0) clôtureront leurs parcours.
Le 6 novembre 2011, il reçoit sa première convocation en Squadra Azzura, en vue des oppositions amicales contre la Pologne et l'Uruguay. La veille de son vingt-cinquième anniversaire, le 11 novembre 2011, il officie sa première titularisation, en jouant la totalité des 90 minutes de la rencontre gagnée (2-0) sur les Biało-czerwoni au Stade municipal à Wrocław,.
Pour ses débuts en compétition officielle, il est titularisé pour la première fois, lors du dernier match de l'Italie en phase de poule de l'Euro 2012 contre l'Irlande (2-0) et gagne une place de titulaire dans le onze type de Cesare Prandelli. Bien qu'absent en demies à cause d'une blessure, il retrouvera sa place en finale pour assister impuissant à une défaite sévère contre l'Espagne (0-4), tenante du titre.
Le 3 juin 2013, il est inséré par le CT (commissario tecnico) Prandelli dans la liste des 23 joueurs convoqués pour la Coupe des confédérations 2013. Au cours de la compétition, il dispute les trois parties de la phase de groupe mais durant le dernier match de poules, opposition avec le pays hôte, le Brésil, une luxation de l'épaule gauche le contrariera à déclarer forfait pour les rencontres suivantes. L'Italie se faisant éliminer au stade des demi-finales aux tirs au but face à l'Espagne (0-0).
Il marque son premier but en Nazionale, le 15 novembre 2013, répondant à l'ouverture du score du défenseur Mats Hummels, qui survient au cours de la rencontre amicale contre l'Allemagne (1-1) se déroulant notamment au stade Giuseppe-Meazza, mieux connue comme San Siro, enceinte de l'AC Milan.

## Statistiques

### En club
| Saison                | Club                  | Championnat           | Championnat | Championnat | Championnat | Coupe(s) nationale(s) | Coupe(s) nationale(s) | Coupe(s) nationale(s) | Compétition(s) continentale(s) | Compétition(s) continentale(s) | Compétition(s) continentale(s) | Compétition(s) continentale(s) | Total | Total | Total |
| Saison                | Club                  | Division              | M.          | B.          | P.d.        | M.                    | B.                    | P.d.                  | Comp.                          | M.                             | B.                             | P.d.                           | M.    | B.    | P.d.  |
| 2003-2004             | AC Milan              | Serie A               | 0           | 0           | 0           | 1                     | 0                     | 0                     | C1                             | 1                              | 0                              | 0                              | 2     | 0     | 0     |
| 2004-2005             | Napoli Soccer (prêt)  | Serie C               | 29+4        | 2+0         | 0+2         | -                     | -                     | -                     | -                              | -                              | -                              | -                              | 33    | 2     | 2     |
| Sous-total            | Sous-total            | Sous-total            | 33          | 2           | 2           | -                     | -                     | -                     | -                              | -                              | -                              | -                              | 33    | 2     | 2     |
| 2005-2006             | Plaisance FC (prêt)   | Serie B               | 13          | 0           | 0           | -                     | -                     | -                     | -                              | -                              | -                              | -                              | 13    | 0     | 0     |
| 2006-2007             | Modène FC (prêt)      | Serie B               | 38          | 1           | 1           | 3                     | 0                     | 0                     | -                              | -                              | -                              | -                              | 41    | 1     | 1     |
| 2007-2008             | Empoli FC (prêt)      | Serie A               | 24          | 1           | 2           | 2                     | 1                     | 1                     | C3                             | 2                              | 0                              | 0                              | 28    | 2     | 3     |
| 2008-2009             | Torino FC             | Serie A               | 25          | 1           | 2           | 2                     | 0                     | 0                     | -                              | -                              | -                              | -                              | 27    | 1     | 2     |
| Sous-total            | Sous-total            | Sous-total            | 100         | 3           | 5           | 7                     | 1                     | 1                     | -                              | -                              | -                              | -                              | 107   | 4     | 6     |
| 2009-2010             | AC Milan              | Serie A               | 30          | 0           | 1           | 1                     | 0                     | 0                     | C1                             | 5                              | 0                              | 0                              | 36    | 0     | 1     |
| 2010-2011             | AC Milan              | Serie A               | 29          | 0           | 1           | 2                     | 0                     | 0                     | C1                             | 6                              | 0                              | 0                              | 37    | 0     | 1     |
| 2011-2012             | AC Milan              | Serie A               | 29          | 0           | 2           | 3                     | 0                     | 0                     | C1                             | 8                              | 0                              | 0                              | 40    | 0     | 2     |
| 2012-2013             | AC Milan              | Serie A               | 27          | 0           | 2           | 2                     | 0                     | 0                     | C1                             | 4                              | 0                              | 0                              | 33    | 0     | 2     |
| 2013-2014             | AC Milan              | Serie A               | 19          | 1           | 0           | 1                     | 0                     | 0                     | C1                             | 8                              | 0                              | 1                              | 28    | 1     | 1     |
| 2014-2015             | AC Milan              | Serie A               | 23          | 0           | 6           | 2                     | 0                     | 0                     | -                              | -                              | -                              | -                              | 25    | 0     | 6     |
| 2015-2016             | AC Milan              | Serie A               | 27          | 1           | 1           | 1                     | 0                     | 0                     | -                              | -                              | -                              | -                              | 28    | 1     | 1     |
| 2016-2017             | AC Milan              | Serie A               | 23          | 0           | 2           | 3                     | 0                     | 0                     | -                              | -                              | -                              | -                              | 26    | 0     | 2     |
| 2017-2018             | AC Milan              | Serie A               | 17          | 1           | 0           | 2                     | 0                     | 0                     | C3                             | 8                              | 0                              | 1                              | 27    | 1     | 1     |
| 2018-2019             | AC Milan              | Serie A               | 19          | 0           | 0           | 2                     | 0                     | 0                     | C3                             | 3                              | 0                              | 0                              | 24    | 0     | 0     |
| Sous-total            | Sous-total            | Sous-total            | 243         | 3           | 15          | 19                    | 0                     | 0                     | -                              | 42                             | 0                              | 2                              | 304   | 3     | 17    |
| Total sur la carrière | Total sur la carrière | Total sur la carrière | 376         | 8           | 22          | 27                    | 1                     | 1                     | -                              | 45                             | 0                              | 2                              | 448   | 9     | 25    |

### Buts internationaux
| 0   | Date             | Lieu                          | Compétition  | Résultat | Adversaire | Détail | Détail         | Détail | Sél. |
| --- | ---------------- | ----------------------------- | ------------ | -------- | ---------- | ------ | -------------- | ------ | ---- |
| 1er | 15 novembre 2013 | Stade San Siro, Milan, Italie | Match amical | N 1-1    | Allemagne  | 28e    | du pied gauche | 1-1    | 17e  |

## Caractéristique technique
Formé comme un ailier mais qui au cours de sa carrière a appris à recouvrir le rôle de milieu latéral, puis celui d'arrière latéral, il a donc la capacité d'évoluer à plusieurs postes sur tout le long du couloir droit. Il est doté notamment d'une grande vitesse,.

## Vie personnelle
Il est fiancé à Valentina Del Vecchio, avec qui il a eu deux enfants, Matteo, né le 19 novembre 2011 et Andrea, né le 14 mai 2013.

## Palmarès de joueur

### AC Milan
- Championnat d'Italie (1) :
  - Vainqueur : 2011
- Coupe d'Italie :
  - Finaliste : 2016 et 2018
- Supercoupe d'Italie (2) :
  - Vainqueur : 2011 et 2016
  - Finaliste : 2018
- Trophée Luigi Berlusconi (2) :
  - Vainqueur : 2009 et 2011

### Italie Espoirs
- Tournoi de Toulon (1) :
  - Vainqueur : 2008

### Italie
- Euro (1) :
  - Finaliste : 2012

## Palmarès d'entraîneur

### AC Milan
- UEFA Youth League
  - Finaliste : 2024